# Rosa pimpinellifolia
Espèce
Classification phylogénétique
Statut de conservation UICN

 LC  : Préoccupation mineure
Le Rosier pimprenelle, ou Rosier à feuilles de pimprenelle (Rosa pimpinellifolia), est une espèce de plantes à fleurs de la famille des Rosaceae.

## Répartition
C'est un rosier originaire d'Europe et d'Afrique du Nord. Cette espèce a une aire de diffusion assez étendue.

## Habitats
Généralement sur sols pauvres et sableux ; landes, ourlets et fourrés thermophiles.

## Symbolique
Il s'agit d'une fleur symbole de l'Écosse après le chardon.

## Taxonomie
Certains auteurs subdivisent l'espèce en : 
- Rosa pimpinellifolia Linné et
- Rosa spinosissima L. qui serait en réalité une variété que l'on peut différencier mieux en la nommant Rosa pimpinellifolia type spinosissima.

Pour d'autres, Rosa pimpinellifolia L. et Rosa spinosissima L. sont synonymes.
Des plantes semblables originaires d'Extrême-Orient, parfois traitées comme une variété, Rosa pimpinellifolia var. subalpina, sont maintenant considérées comme appartenant à une espèce séparée, Rosa oxyacantha. Elles s'en différencient par leurs fleurs roses et leurs fruits rouges.

## Description

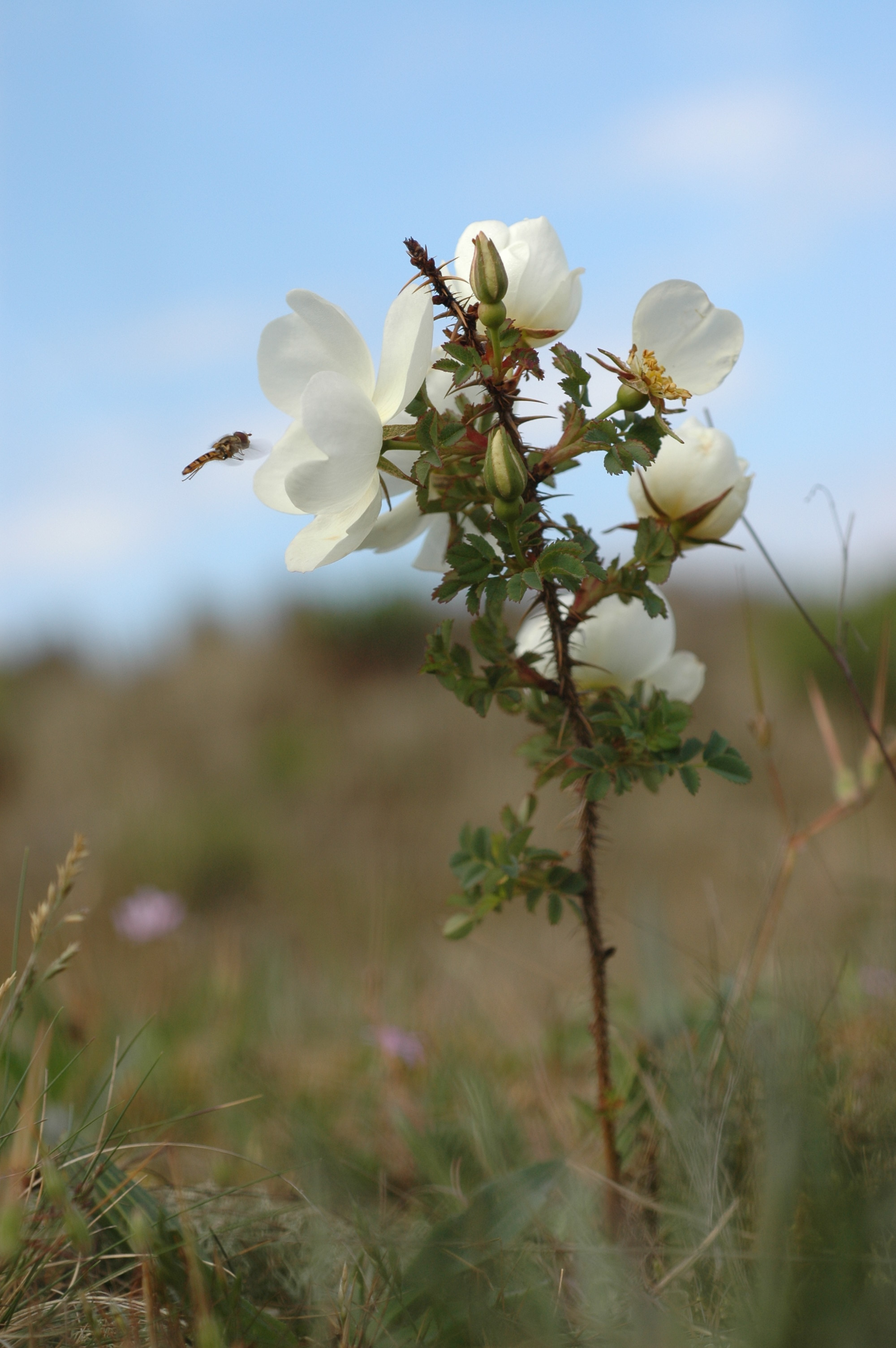
Rameau fleuri.

C'est un arbrisseau à feuilles caduques, à port dressé, plutôt bas, généralement de 20 à 140 cm de haut mais atteignant parfois 2 mètres.
Il tend à s'étaler par drageonnement et peut couvrir une grande surface.
Les tiges sont couvertes de très nombreux aiguillons droits entremêlés de nombreux poils raides. Les jeunes tiges et les aiguillons, ainsi que les feuilles adultes, tendent à être très rouges, tirant sur le brun pourpré chez les jeunes pousses, puis virant à un marron profond.
- Rosa pimpinellifolia a des ramifications droites, et surtout un habitat alpin
- Rosa pimpinellifolia type spinosissima a des ramifications tortueuses et un habitat de plaine sur substrats calcaires et de zones littorales sur les dunes de sable mais à l'abri des embruns salés.

Les fleurs, simples à cinq pétales, ont 2 à 4 cm de diamètre et sont de couleur blanc-crème, rarement rose pâle.
Les fruits sont des cynorrhodons globuleux, lustré, de couleur pourpre foncé à noire.

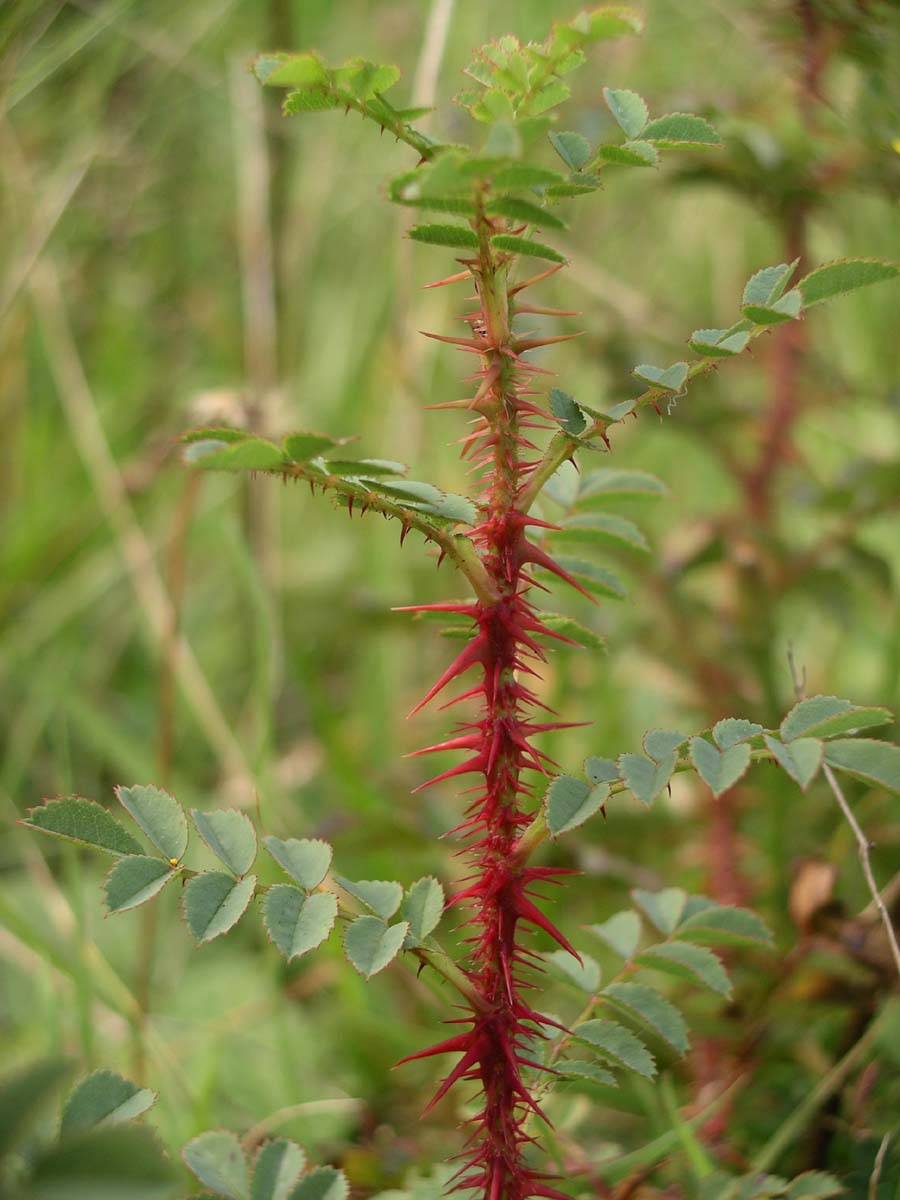
Jeunes tiges épineuses.
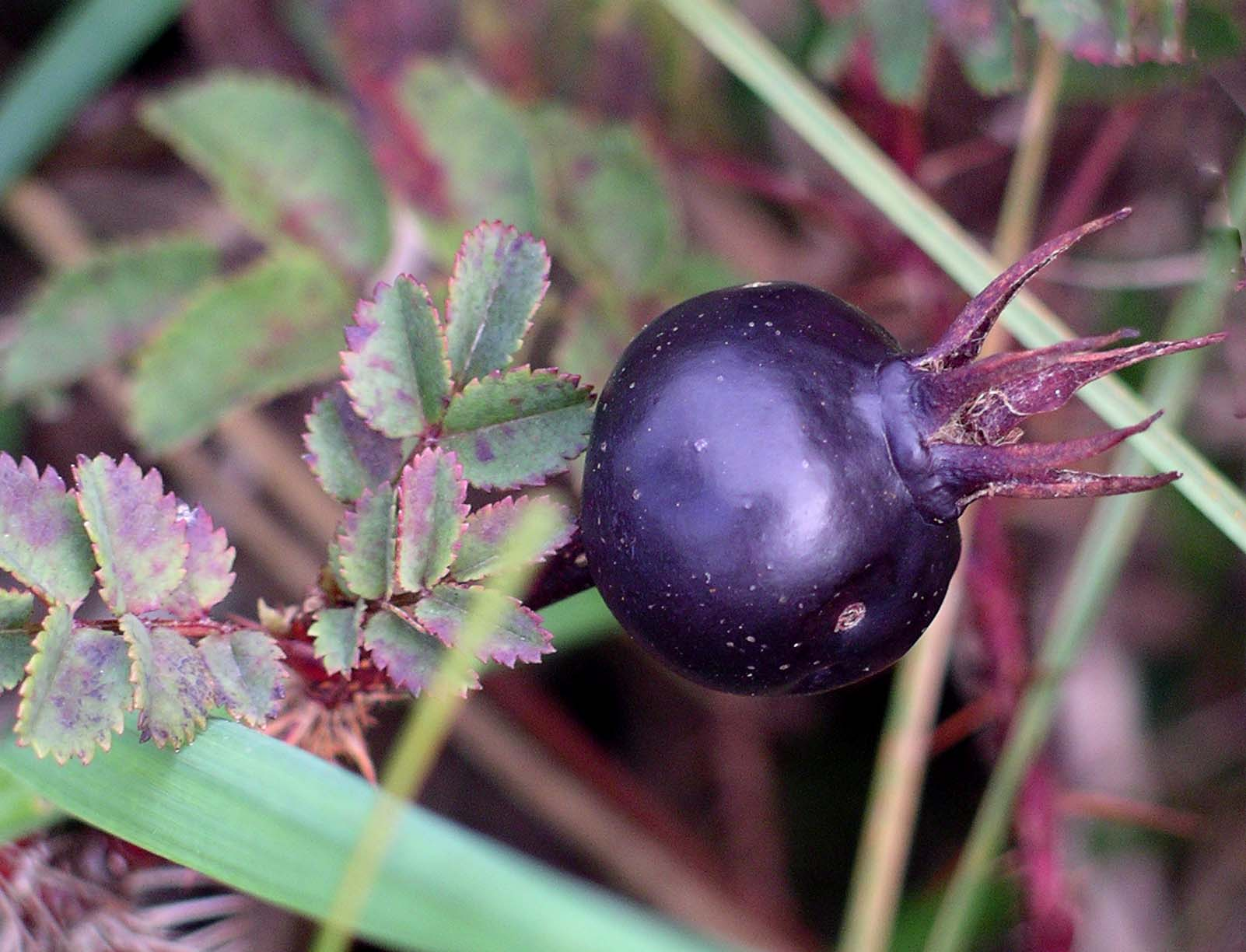
Fruit.
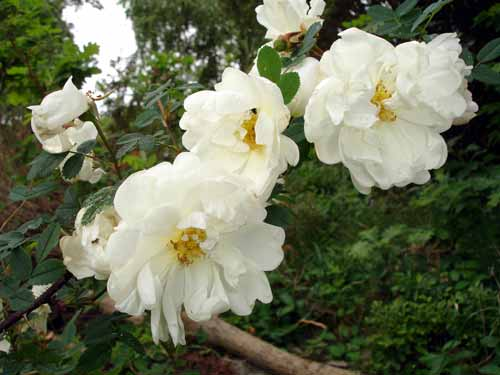
Cultivar 'Plena'.
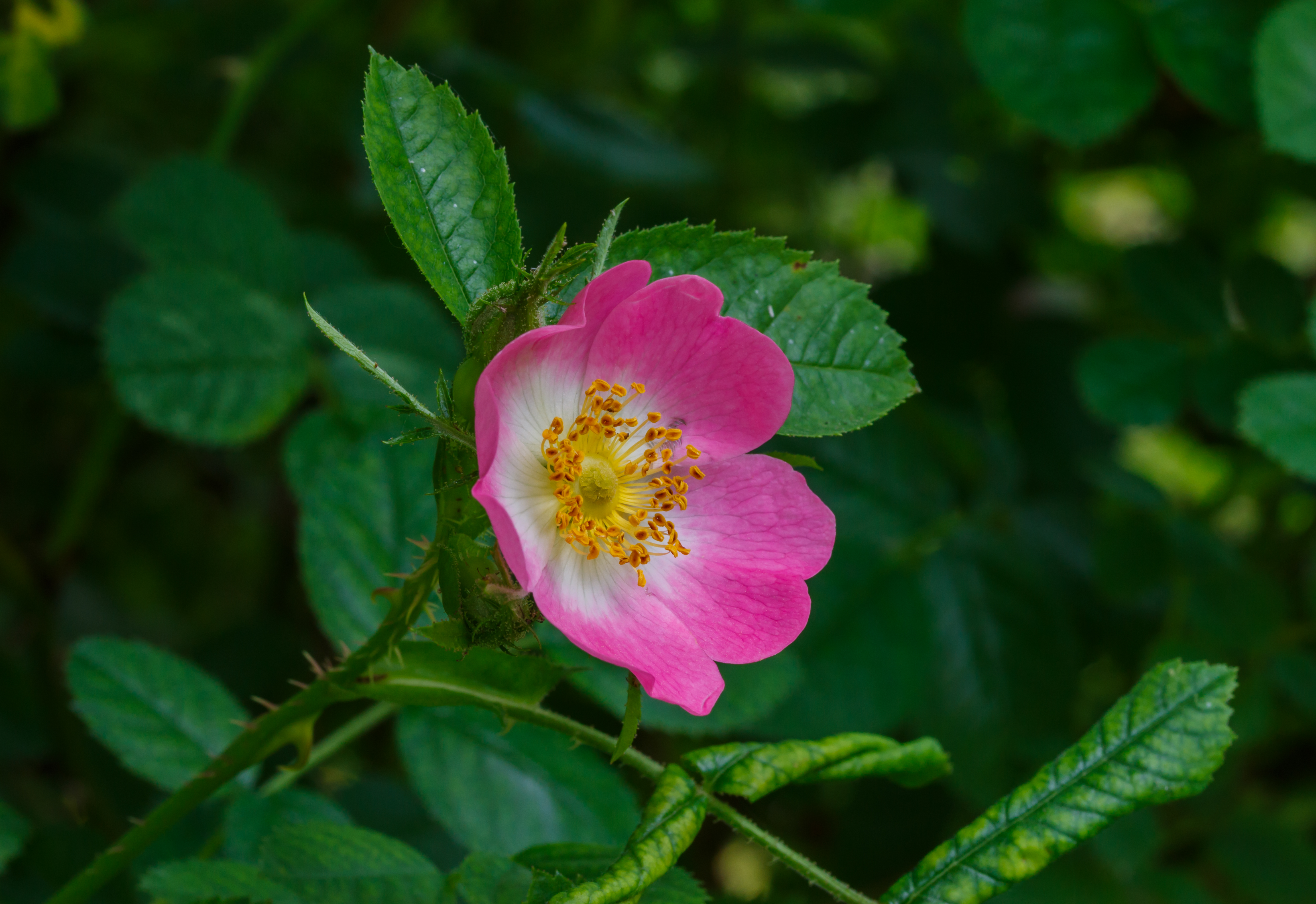
Fleur de rosier pimprenelle.

## Culture et utilisation

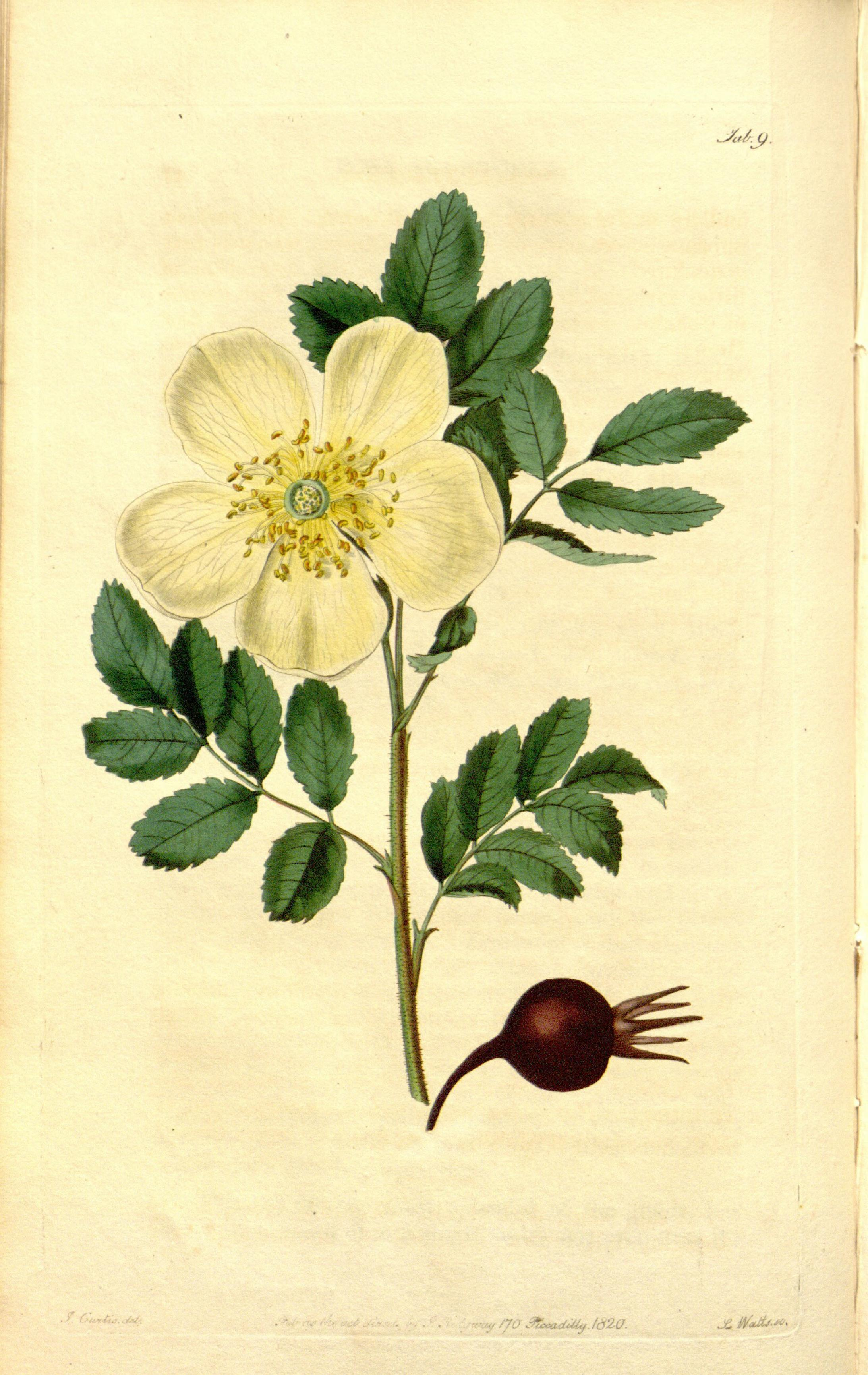
Rosa lutescens.

- Variétés naturelles devenues des cultivars :
  - Rosa pimpinellifolia 'Myriacantha' le 'spinolea' de Pline l'Ancien
  - Rosa pimpinellifolia 'Altaica' aux fleurs jaunes, utilisée pour des haies
  - Rosa pimpinellifolia 'Hispida' (Sims) Koehne syn. aux fleurs crème
  - Rosa pimpinellifolia 'Lutea' aux fleurs jaune vif qui font penser à un hybride de Rosa foetida
  - Rosa pimpinellifolia 'Luteola' aux fleurs jaune pâle
  - Rosa pimpinellifolia 'Minima' haut de 15 cm, aux fleurs blanches, découvert en Espagne
  - Rosa pimpinellifolia 'Rubra'
  - Rosa hibernica, hybride spontané irlandais (Rosa canina × Rosa pimpinellifolia type spinosissima)
- Rosa pimpinellifolia type spinosissima ou rosier pimprenelle ou 'Scotch Rose' ou rosier d'Écosse que Robert Brown a commencé à cultiver et sélectionner en 1773. Il y avait en 1832, en plus des 14 variétés naturelles, 149 à fleurs simples et 20 à fleurs doubles. Celles encore cultivées sont surtout :
  - 'Andrewsii' présent dans les jardins avant 1806, aux fleurs roses semi-doubles et à floraison remontante
  - 'Double White' très parfumé
  - 'Double Pink' nommée 'rubra' par Thory, dessinée par Redouté
  - 'Double Red' ou 'William III' à fleurs écarlates
  - 'Double Yellow' ou 'William's Double Yellow' est un hybride de Rosa fœtida aux fleurs demi-doubles jaunes
  - 'Dunwich Rose' forme tapissante à fleurs crème, découverte à Dunwich à la fin du XXe siècle
  - tous les rosiers pimprenelles obtenus depuis, que l'on trouve chez les pépiniéristes spécialisés
- Hybrides :
  - 'Stanwell Perpetual' (Rosa pimpinellifolia × Rosa × bifera) très remontant, aux fleurs rose pâle parfumées, obtenu en 1830 par Lee de Bedfont.
  - les créations de Kordes, 'Frühlingsanfang', 'Frühlingsduft', 'Frühlingsgold', 'Frühingsmorgen', 'Frühlingsschnee', 'Frühlingstag', 'Frühlingszauber', le grimpant 'Maigold', etc.

## Statut de protection
En Belgique, l'espèce est légalement protégée.
En France, l'espèce figure sur la liste rouge des plantes du Nord-Pas-de-Calais et de la Lorraine comme quasi-menacée (NT).